# Pierre Harmel
Pierre Charles José Marie Harmel (Uccle, 16 de marzo de 1911-Bruselas, 15 de noviembre de 2009) fue un político belga, primer ministro del país por un periodo de ocho meses entre 1965 y 1966.
Doctor en derecho, licenciado en ciencias sociales y notario, y asociado de educación superior en derecho tributario. Antes de la guerra, fue presidente nacional de la Acción Católica de la Juventud Belga (ACJB). Movilizado, participó en la campaña de 18 días. Fue un prisionero de guerra.
Después de la guerra, fue profesor en la Universidad Estatal de Lieja. Se convirtió en miembro y vicepresidente de "La Relève", un grupo de expertos y debate político dentro del PSC que desempeñó un papel importante en la formación del CVP.
Pierre Harmel fue elegido diputado social cristiano en la Cámara de Representantes en 1946. En 1947 se adoptó su propuesta de ley que pedía el establecimiento de un centro de investigación para la solución nacional de problemas sociales y legales en las regiones valona y flamenca. El Centro Harmel publicó en 1958 el informe de sus reflexiones.
Representó a Bélgica en la 4 ª  sesión de la Asamblea de las Naciones Unidas en 1949. Fue ministro de Educación de 1950 a 1954. En esta ocasión, adoptará nuevas leyes escolares, favorables a la educación confesional gratuita. Posteriormente fue Ministro de Justicia de junio de 1958 a noviembre de 1958, Asuntos Culturales de 1958 a 1960 y Servicio Público de 1960 a 1961. Fue primer ministro del 28 de julio de 1965 al 19 de marzo de 1966 de un gobierno entre socialcristianos y socialistas, finalmente fue Ministro de Asuntos Exteriores de 1966 a 1972. Abogó por una defensa fuerte, combinada con relaciones estables con los países orientales (la doctrina de Harmel que inspiró a la OTAN). Fue nombrado ministro de Estado en 1973, y en ese año fue elegido presidente del Senado, cargo que ocupó durante cuatro años. En 1991, el rey Balduino le confirió el título nobiliario de conde para él y sus descendientes.